# Northern Spy
'Northern Spy' es una  variedad cultivar de manzano (Malus pumila). Fue descubierta sobre 1800 en la localidad de East Bloomfield, al sur de Rochester (Nueva York).

## Sinónimos
- "Northern Spie"
- "Northern Pie Apple"[3]

## Características
Su piel rayada de marcas verdes y rojas se daña con facilidad, lo que hace que sea difícil de transportar.
Su carne blanca es jugosa, crujiente, fragante, dulce y ligeramente ácida.
La fruta está madura alrededor de mediados de octubre y se conserva muy bien debido a su bajo contenido de azúcar.
Es una manzana que se puede usar tanto en manzana de postre de mesa, como en manzana de sidra.

## Cultivo
El manzano 'Northern Spy' es un árbol vigoroso con hábito erguido (Tamaño de los árboles frutales-Tipo I). Se sabe que pasan al menos 10 años antes de desarrollar frutos a menos que sea injertado en un portainjerto enano (entonces da fruto a partir de 3 a 4 años).
Ahora se usa poco debido a su baja resistencia a las enfermedades (puntos amargos,  fuego bacteriano) pero fue utilizado para crear uno de los portainjertos de la serie Malling por su resistencia al áfido lanudo.
El cultivar Wagener podría ser uno de sus ancestros.

Manzanas 'Northern Spy'
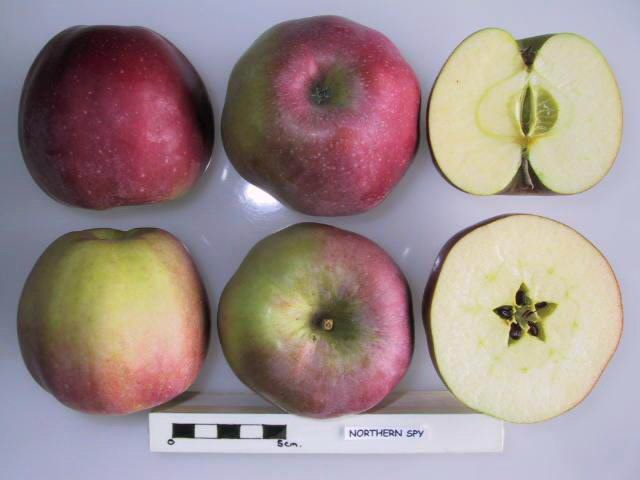
Comparativas de varias manzanas 'Northern Spy' en el nationalfruitcollection.org.uk/full2.php?varid=86&&acc=1927013&&fruit=apple .
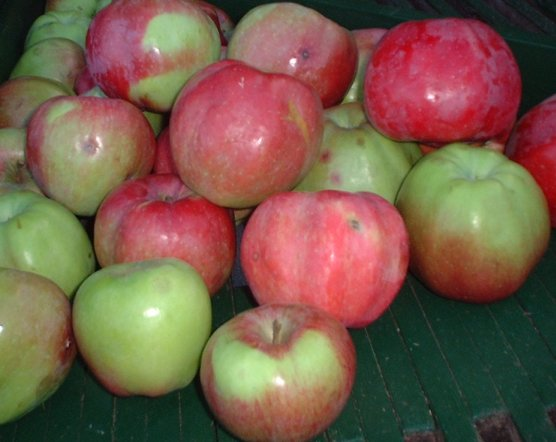
Manzanas 'Northern Spy'.